# Vārnukrogs
Vārnukrogs es un barrio de la ciudad de Jūrmala, Letonia.

## Superficie
Posee una superficie de 5 km² (500 Ha).

## Población
Hasta 2008 registraba una población de 138 habitantes, con una densidad de 27.6 habitantes por kilómetro cuadrado.